# 飾妝戈海鯰
飾妝戈海鯰為輻鰭魚綱鯰形目準海鯰科的其中一種，為熱帶淡水魚，分布於非洲馬達加斯加Mangoro河流域，體長可達21.2公分，棲息在底層水域，生活習性不明。